# Eric Nilsson (friidrottare)
Eric Valdemar Nilsson (smeknamn Gävle-Nisse), född 15 oktober 1899 i Gävle församling, död 14 januari 1965 i Gävle Heliga Trefaldighets församling, var en svensk friidrottare (stavhopp). Nationellt tävlade han för Gefle IF och vann SM-guld i stavhopp år 1927 och 1929. Internationellt vann han stavhoppet i landskampen mot Finland 1927. Sitt personliga rekord satte han så sent som vid 43 års ålder.
År 1940 var han matros på s/s Fram när den torpederades i Nordsjön men räddades efter att i 24 timmar ha drivit omkring på en flotte.
Civilt arbetade han som tulltjänsteman, men engagerade sig även i klubben Gefle IF och var styrelseledamot i IFK Göteborg 1932-1935.

## Personliga rekord
Stavhopp: 3,96 m (1942)